# Граковский, Владислав Ефимович
Владислав Ефимович Граковский (11 октября 1967, Караганда) — проживающий в Германии актёр театра и кино, режиссёр, драматург, продюсер, брат актёра Вадима Граковского.

## Биография
Владислав Граковский родился 11 октября 1967 года в городе Караганда.
В 1989 году окончил актерско-режиссёрский факультет (мастерская В. А. Гвоздкова) Ташкентского Театрально-художественного института (Узбекистан).
С 1987 по 1990 год был руководителем театральной студии «302-бис» (Ташкент).
С 1989 по 2001 год работал актёром и режиссёром в Русском Академическом театре драмы имени Горького, Ташкент.
В 1994 −1995 годах работал актёром в Академическом театре драмы имени Горького, Самара.
С 2002 года в Германии.
Работал в театрах: Европейский театр Бонн, Интернациональный театр Франкфурт, Театр на Александрплатц Берлин.
C октября 2013 — организатор и руководитель Theater Atelier в Штутгарте.
В 2010 году фильм The Night Father Christmas Died., в котором Владислав сыграл одну из главных ролей, был номинирован на премию Oscar Американской киноакадемии (студенческое отделение, номинация «Лучший иностранный фильм»).

## Творческая биография

### Роли в театре

#### Ташкентский академический театр драмы
- Александр («Звезды на утреннем небе» А. Галина)
- Шостакович («Мастер-класс» Д. Поунелла)
- принц Джон («Лев зимой» Д. Голдмэна)
- Цанлон («Полёт над гнездом кукушки» Д. Вассермана)
- Алексей («Мурлин Мурло» Н. Коляды)
- Луи Ламар («Мужской род единственное число» Ж.-Ж. Брикера и М. Ласега)
- Дональд Бейкер («Эти свободные бабочки» Л.Герша)
- Могильщик («Крыша» А. Галина)

#### Самарский академический театр драмы
- Жак Фонтанж («Крошка» Ж. Летраза)
- Антонио («Цилиндр»  де Филиппо)
- Среда («Белоснежка и семь гномов» Л. Устинова и О. Табакова)
- Густав («Дама с камелиями» А. Дюма-сына)
- Анучкин («Женитьба» Н. Гоголя)

#### Интернациональный театр Франкфурт
- Гришка («Winter unterm Tisch» / «Зима под столом» Р. Топора)

#### Театр на Ольгаэк Штутгарт
- Тригорин («Die Möwe» / «Чайка» А. Чехова)
- Паравичини («Die Mausefalle» / «Мышеловка» А. Кристи)

#### Театральная группа Владислава Граковского
- Валерий («Жизнь удалась» А. Вдовина)
- Элиэзер («Трудные люди» Й. Бар Йозефа)
- моноспектакль «Горе от ума» по А.С. Грибоедову
- Питер («Die Zoogeschichte» / «Случай в зоопарке» Э. Олби)
- Бургомистр («Дракон» Е. Шварца)

#### Театр Ателье Штутгарт
- Альберт Адам («Die Kunst ein gutes Stück zu schreiben» («Искусство драматурга») Мольнара
- Лука («Nachtasyl» («На дне» Горького)
- Дракон («Der Drache» («Дракон» Е. Шварца)
- Дроссельмайер («Der Nussknacker. Kein Ballett» («Щелкунчик. Не балет») по Гофману

#### Театральная студия «302-бис» (Ташкент)  1988-1991
- «Самоубийца» Н. Эрдмана
- «Ничего, или Вечер в сумасшедшем доме» авторская работа
- «Дни как дни, или Сейчас не время для канареек» Ф. Дзардо
- «Моцарт и Сальери» А. С. Пушкина
- «Крыша» А. Галина

#### Ташкентский академический театр драмы 1989-1994
- «Крыша» А. Галина

#### Ташкентский театр «Ильхом» 1994
- «Бал вампиров» по А. К. Толстому

#### Театр на Ольгаэк Штутгарт 2005-2010
- «Nacht» («Ночь») А.Стасюка
- «Der Spieler» («Игрок») по Ф.Достоевскому

#### Театр на Александрплатц, Берлин 2009
- «Die Gaunereien des Scappino» («Плутни Скапена») Мольера

Театр Ателье Штутгарт 2013-
- «Der letzte Vorhang» («Последний спектакль») Мариа Гоос
- «Die Kunst ein gutes Stück zu schreiben» («Искусство драматурга») Мольнара
- «Der Gott des Gemetzels»(«Бог резни»)  Реза
- «Das Wunder des Heiligen Antonius» («Чудо святого Антония») Метерлинка
- «Kirschgarten» («Вишневый сад») Чехова
- «Die toten Seelen» («Мертвые души») Гоголя
- «Der Nussknacker. Kein Ballett» («Щелкунчик. Не балет») по Гофману
- «Grüner See. Rotes Wasser» («Зеленое озеро. Красная вода») Березы
- «Molières Don Juan» («Дон Жуан») Мольера
- «Der Idiot» («Идиот») по Ф.Достоевскому
- «Die Zoogeschichte» («Случай в зоопарке») Э. Олби

#### Театральная группа Владислава Граковского 2002-
- «Горе от ума» по А. С. Грибоедову
- «Дракон» Е. Шварца
- «Жульета» С.Руббе
- «Зойкина квартира» М. Булгакова
- «Приглашение в замок» Ж. Ануя
- «Господин» А. Щербака

### Фильмография (актер)
- 1998 — «Кстати…» (ТВ) — Ведущий
- 1999 — «Весь этот джаз» (ТВ) — Ведущий
- 2003 — «Gideon der Schreiber» — Юродивый
- 2004 — «Wissen macht Aah» (ТВ) — Монах
- 2007 — «Anzhelina» — Снайпер
- 2008 — «Novemberkind» — Николай
- 2010 — «The Night Father Christmas Died» — Медведев
- 2010 — «След» (серия «Фальшивка») — Плешкевич
- 2012 — «In the Deathroom» — Хайнц
- 2013 — «Noch nicht das Ende» — Влад
- 2014 — «Sunny» — Зарковски
- 2015 — «L'Origine de la violence» — Генрих Гиммлер
- 2017 — «Irgendwer» — майор Федоров
- 2019 — «Und der Zukunft zugewandt» — Офицер НКВД
- 2020 —  «Masel Tov Cocktail» — Отец Димы
- 2022 —  «Meine Freundin Volker» — Павел

### Пьесы
- 1999 — «Рыцари лунного света»
- 2000 — «Лютер»
- 2001 — «Дрянь»
- 2002 — «Идеальная пара»
- 2003 — «Мы же — умные люди!»
- 2004 — «Последнее испытание, или Спасти Королеву — убить Королеву»
- 2004 — «Краткий немецко-русский разговорник»
- 2004 — «Пурпурная бабочка»
- 2005 — «Здравствуйте, Евгений Павлович»
- 2006 — «Опорником»
- 2007 — «Рифф, или Импровизация для четырех»
- 2008 — «Маленькие сказки»
- 2012 — «Ловушка»

Произведения напечатаны в сборниках «Лучшие пьесы России 2004», «Лучшие пьесы России 2008», «Премьера 2005», «Сюжеты 2013», журналах «Урал» и «Уральская новь».

### Проза
- Mush. Mush. Mush.

### Продюсерские проекты
- Журнал «Рабочая полночь» (Ташкент, 1989)
- Рок-сейшн в «Дарде» (Ташкент, 1990)
- «Коском-шоу» (Ташкент, 1998—2001)
- Фестиваль молодого российского кино (Штутгарт, 2008)
- Фестиваль молодого немецкого кино (Екатеринбург, 2010)
- Чтения современной драматургии (Штутгарт, 2007- 2022)
- Конкурс драматургии «Баденвайлер» [2] (2009 - 2022)

### Награды и дипломы
- 2008 — Диплом конкурса драматургии «Действующие лица», Москва
- 2005 — Диплом конкурса драматургии «Премьера», Москва
- 2005 — Диплом конкурса драматургии «Действующие лица», Москва
- 2004 — Второй приз конкурса драматургии «Евразия», Екатеринбург
- 2003 — Диплом фестиваля драматургии «Любимовка», Москва
- 2003 — Специальный приз конкурса драматургии «Евразия», Екатеринбург
- 1988 — Диплом фестиваля «Нихол», Ташкент